# Хейло Дмитро Васильович
Дмитро Васильович Хейло (1904, хутір Савицький Миргородського повіту Полтавської губернії, тепер зняте із обліку село Савицьке Миргородського району Полтавської області — ?) — український радянський діяч, 1-й секретар Лубенського та Лохвицького райкомів КПУ Полтавської області. Депутат Верховної Ради УРСР 2—4-го скликань.

## Біографія
Народився в селянській родині. У 1921 році вступив до комсомолу. Працював завідувачем хати-читальні та секретарем комсомольської організації в ряді сіл Комишнянського району Полтавщини. З 1925 року — на керівній комсомольській роботі у Великобагачанському та Комишнянському районах Лубенської округи Полтавщини.
Член ВКП(б) з 1927 року.
Закінчив робітничий факультет. До 1933 року навчався в Харківському педагогічному інституті.
У 1933—1935 роках — заступник начальника політичного відділу машинно-тракторної станції (МТС) по комсомольській роботі на Поволжі, РРФСР. З 1935 року — на відповідальній партійній роботі в Саратовській області РРФСР.
У 1940 році закінчив вищу школу партійних організаторів при ЦК ВКП(б) у Москві.
У 1940—1941 роках — інструктор сільськогосподарського відділу ЦК ВКП(б).
З 24 вересня 1941 по 1943 рік працював секретарем Чкаловського обласного комітету ВКП(б) по харчовій промисловості.
У 1944—1953? роках — 1-й секретар Лубенського районного комітету КП(б)У Полтавської області.
У 1953?—1958 роках — 1-й секретар Лохвицького районного комітету КПУ Полтавської області.

## Нагороди
- орден Вітчизняної війни 1-го ст. (1.02.1945)
- орден Леніна (23.01.1948)
- орден Трудового Червоного Прапора (26.02.1958)
- медаль «За доблесну працю у Великій Вітчизняній війні 1941—1945 рр.»
- медалі